# Frane Matošić
Frane Matošić (ur. 25 listopada 1918 w Splicie, zm. 29 października 2007 tamże) – chorwacki piłkarz grający na pozycji napastnika. W swojej karierze rozegrał 16 meczów i strzelił 6 goli w reprezentacji Jugosławii.

## Kariera klubowa
Swoją karierę piłkarską Matošić rozpoczął w klubie Hajduk Split. W 1934 roku awansował do pierwszego zespołu Hajduka i w sezonie 1934/1935 zadebiutował w nim w pierwszej lidze jugosłowiańskiej. W sezonie 1936/1937 wywalczył z Hajdukiem wicemistrzostwo Jugosławii. W 1938 roku odszedł do BSK Beograd i w sezonie 1938/1939 został z nim mistrzem Jugosławii. W sezonie 1939/1940 ponownie grał w Hajduku. Natomiast w sezonie 1942/1943 występował we włoskiej Serie A, w zespole Bologna Calcio.
W 1945 roku Matošić wrócił do Hajduka. W sezonie 1945/1946 wywalczył z nim tytuł mistrza Chorwacji oraz został królem strzelców tejże ligi. W sezonie 1947/1948 został wicemistrzem Jugosławii, a w sezonie 1948/1949 - najlepszym strzelcem jugosłowiańskiej ligi. Z Hajdukiem jeszcze trzykrotnie zostawał mistrzem Jugosławii (1950, 1952 i 1954/1955) oraz raz wicemistrzem (w sezonie 1952/1953). Swoją karierę zakończył w 1956 roku.
| Sezon   | Klub           | Kraj          | Rozgrywki | Mecze | Gole |
| ------- | -------------- | ------------- | --------- | ----- | ---- |
| 1934/35 | Hajduk Split   | Królestwo SHS | Prva liga | 15    | 7    |
| 1935/36 | Hajduk Split   | Królestwo SHS | Prva liga | ?     | ?    |
| 1936/37 | Hajduk Split   | Królestwo SHS | Prva liga | 18    | 12   |
| 1937/38 | Hajduk Split   | Królestwo SHS | Prva liga | 12    | 6    |
| 1938/39 | BSK Beograd    | Królestwo SHS | Prva liga | 14    | 9    |
| 1939/40 | Hajduk Split   | Królestwo SHS | Prva liga | 8     | 13   |
| 1942/43 | Bologna Calcio | Włochy        | Serie A   | 28    | 13   |
| 1945/46 | Hajduk Split   | Chorwacja     | Prva HNL  | 12    | 17   |
| 1946/47 | Hajduk Split   | Jugosławia    | Prva liga | 23    | 14   |
| 1947/48 | Hajduk Split   | Jugosławia    | Prva liga | 18    | 15   |
| 1948/49 | Hajduk Split   | Jugosławia    | Prva liga | 18    | 17   |
| 1950    | Hajduk Split   | Jugosławia    | Prva liga | 18    | 5    |
| 1951    | Hajduk Split   | Jugosławia    | Prva liga | 19    | 13   |
| 1952    | Hajduk Split   | Jugosławia    | Prva liga | 15    | 5    |
| 1952/53 | Hajduk Split   | Jugosławia    | Prva liga | 19    | 11   |
| 1953/54 | Hajduk Split   | Jugosławia    | Prva liga | 20    | 11   |
| 1954/55 | Hajduk Split   | Jugosławia    | Prva liga | 21    | 8    |
| 1955/56 | Hajduk Split   | Jugosławia    | Prva liga | 13    | 6    |

## Kariera reprezentacyjna
W reprezentacji Jugosławii Matošić zadebiutował 8 maja 1938 roku w wygranym 1:0 meczu Pucharu im. Edvarda Beneša z Rumunią, rozegranym w Bukareszcie. W 25. minucie tego meczu strzelił swojego premierowego gola w kadrze narodowej. W 1948 roku był w kadrze Jugosławii na Igrzyskach Olimpijskich w Londynie. Jugosławia zdobyła srebrny medal, jednak Matošić nie zagrał na tej imprezie w żadnym meczu. Od 1938 do 1953 roku rozegrał w kadrze Jugosławii 16 meczów i strzelił 6 goli.

## Kariera trenerska
Po zakończeniu kariery piłkarskiej Matošić został trenerem. W latach 1956–1958 oraz 1965 był szkoleniowcem Hajduka Split. W latach 1959–1961 oraz 1963–1964 prowadził inny zespół ze Splitu, RNK Split. W latach 1961–1963 pełnił funkcję selekcjonera reprezentacji Tunezji. W 1962 roku zajął z nią 3. miejsce w Pucharze Narodów Afryki 1962.